# Oides duvauceli
Oides duvauceli es una especie de insecto coleóptero de la familia Chrysomelidae.
Fue descrita científicamente en 1838 por Guerin.